# Champagne Joseph Perrier
Le Champagne Joseph Perrier est une maison de Champagne française fondée en 1825 et située à Châlons-en-Champagne, dans le département de la Marne. Six générations se sont succédé à la tête de la maison. Benjamin Fourmon est aujourd’hui le président directeur général.

## Histoire

### Fondation

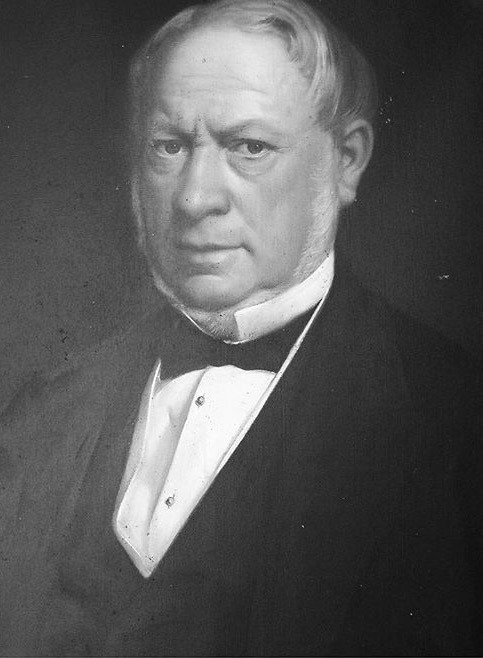
Portrait de Joseph Perrier.

La maison Joseph Perrier est fondée sous l’impulsion d’un duo père-fils, François-Alexandre Perrier, et son fils, Joseph. François-Alexandre Perrier a créé à la fin du XVIIIe siècle sa propre maison de négoce à Châlons-en-Champagne. Le fils, Joseph, fonde son négoce, « Joseph Perrier Fils & Cie » en 1825.
En 1827, pour asseoir sa maison de champagne, Joseph Perrier achète des installations et des caves millénaires sur l’avenue de Paris, à Châlons-sur-Marne. Ce site est encore aujourd’hui celui de la maison. Les caves, anciennes crayères gallo-romaines, sont longues de 3 kilomètres environ. Elles ont la spécificité d’être des caves de plain-pied.

### Essor de la maison familiale
Alors que les frères de Joseph, Eugène et Benjamin Perrier, fondent leur propre affaire de négoce dans la même ville, Joseph Perrier s’engage auprès de ses concitoyens en devenant conseiller général du département puis maire de Châlons-en-Champagne de 1854 à 1860. En parallèle de son engagement, Joseph Perrier continue à diriger sa maison de champagne, rejoint à sa tête par son fils, Emile-Armand Perrier, en 1856. Ce dernier développe la maison familiale. Sous sa direction, le journal L’Illustration la qualifie comme « une des plus intéressantes de Champagne » alors que les champagnes Joseph Perrier sont primés par une médaille d’or à l’Exposition universelle de Paris de 1878.
La maison est transmise en 1888 à Paul Pithois, cousin de la famille Perrier, et propriétaire de vignes à Cumières, Hautvillers et Damery, qui demeurent encore la propriété de la maison aujourd’hui. Paul Pithois entretient avec Louis Pasteur une correspondance nourrie sur le champagne et les techniques de fermentation. En 1889, la maison Joseph Perrier devient le champagne fournisseur de la reine Victoria et de son fils Édouard VII.

### Entre-deux guerres

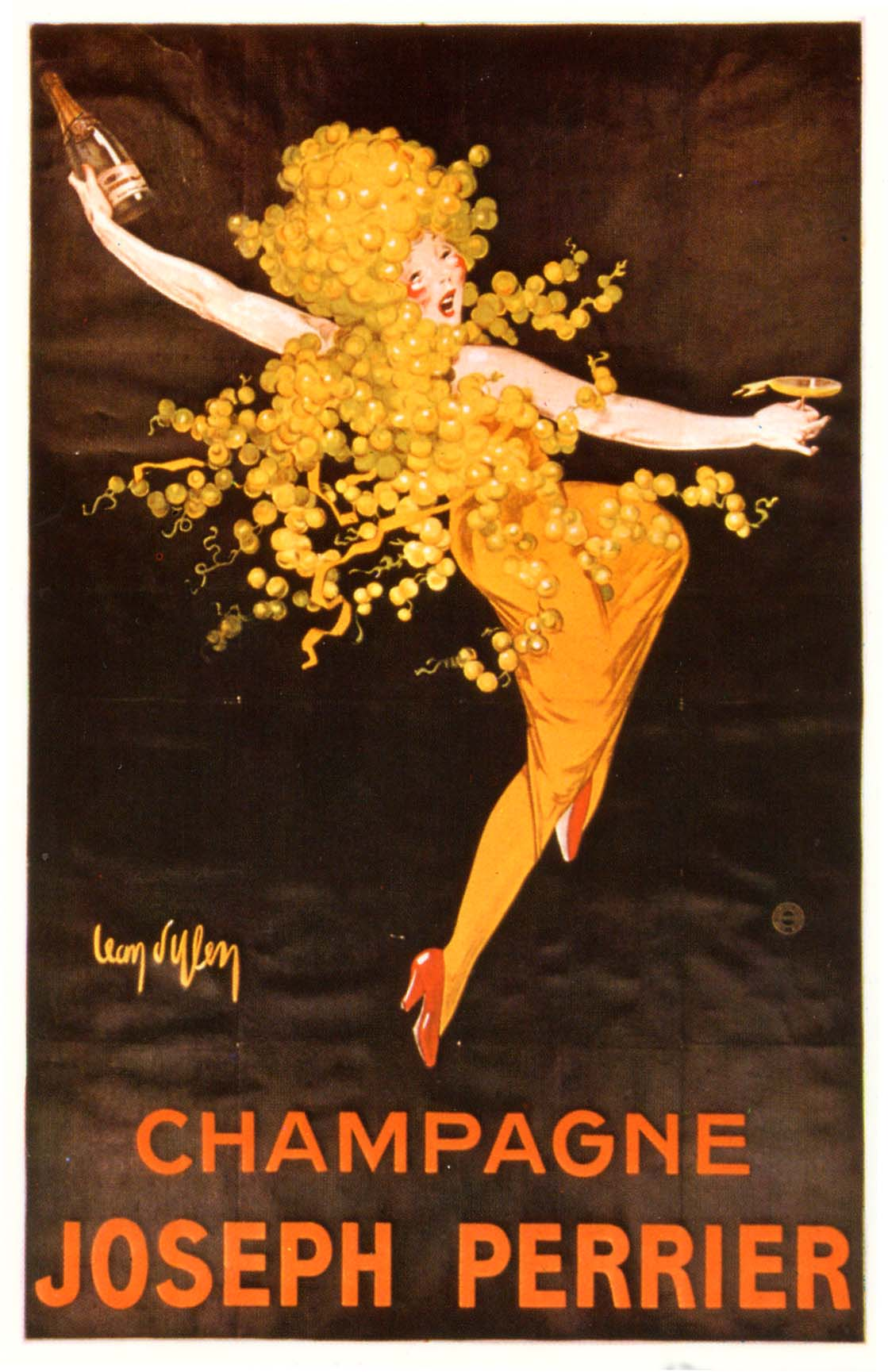
Affiche de Jean d'Ylen, Champagne Joseph Perrier, 1921.

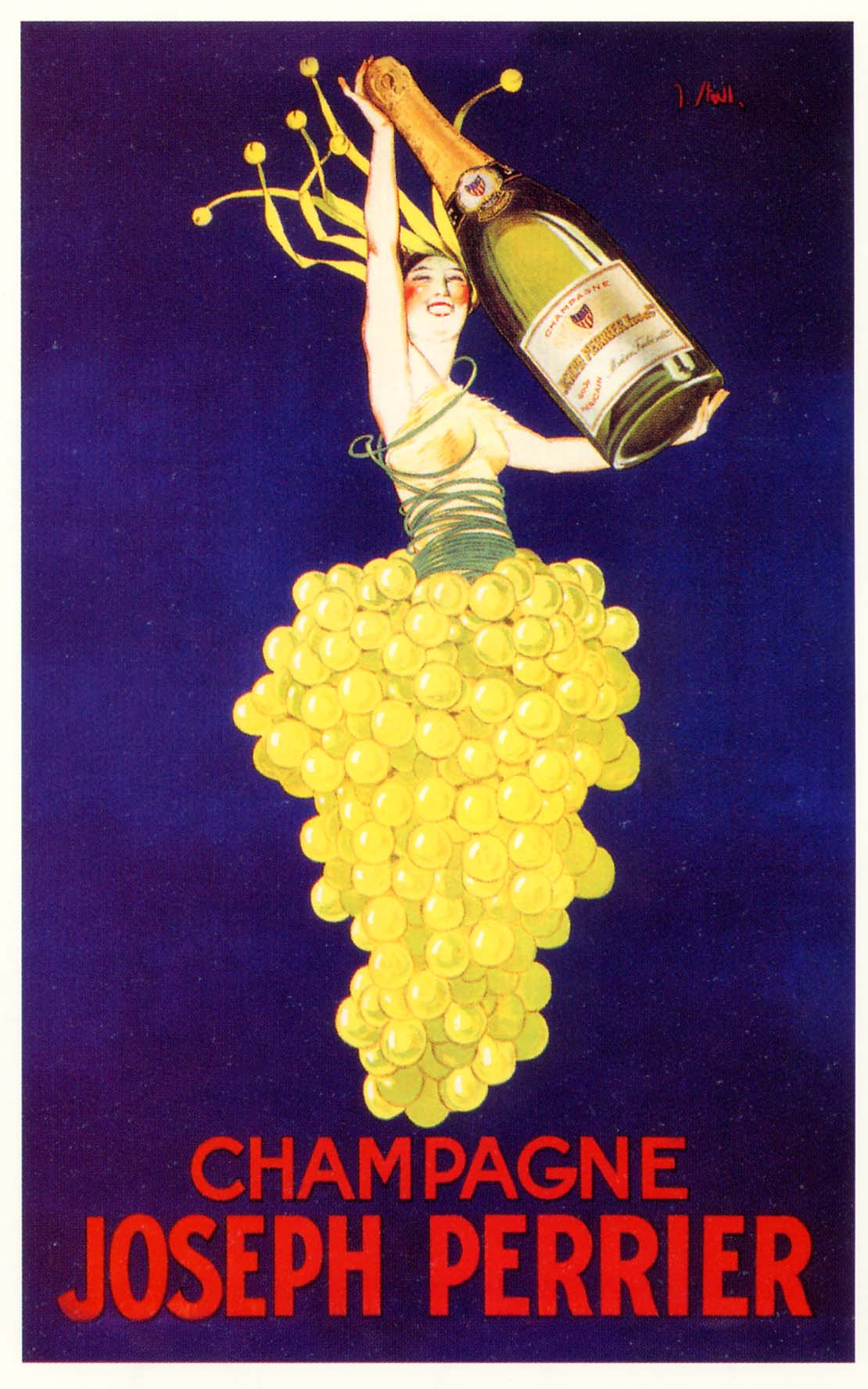
Affiche de Joseph Stall, 1929, Champagne Joseph Perrier.

La Première Guerre mondiale marque un ralentissement net de la production et des ventes de champagne, en particulier à l’étranger. Alors que l’activité reprend progressivement, avec un développement croissant des ventes à l’export, la maison Joseph Perrier commence à vendre ses champagnes en Amérique du Sud et dans les Caraïbes.
Les champagnes Joseph Perrier sont primés dans les grandes expositions universelles et internationales. La maison participe notamment à celle de New York en 1939.

### Période contemporaine
L’après Seconde Guerre mondiale marque une période de fort développement pour la maison Joseph Perrier, qui s’illustre à travers une présence toujours plus lointaine (Grande-Bretagne, Australie, États-Unis). La famille Pithois dirige la maison de la fin du XIXe siècle jusqu’au début des années 1980. Georges Pithois en prend la direction en 1950. Joseph Perrier devient un partenaire officiel de la Foire de Châlons, deuxième foire agricole de France, et installe une grande bouteille en bois dans le Jard. Georges Pithois fait également visiter les caves familiales à de nombreuses personnalités dont Joséphine Baker le 18 janvier 1957.
Le Champagne Joseph Perrier, fort de sa notoriété internationale, est d’ailleurs choisi par British Airways, pour le vol d’inauguration commercial du Concorde en 1976. En 1985, Jean-Claude Fourmon, neveu de Georges Pithois, prend la direction de la maison Joseph Perrier. Jean-Claude Fourmon renforce la renommée de la maison Joseph Perrier et sa présence à l’international. C’est sous sa direction que le Champagne Joseph Perrier rejoint notamment les tables les plus prestigieuses dont Le Grand Véfour à Paris et le premier restaurant étoilé en Grande-Bretagne, Le Gavroche (en). Benjamin Fourmon, fils de Jean-Claude, lui succède en 2019, à la tête de la maison familiale. Cette même année est lancée une édition limitée à 1 500 magnums d’un champagne 100 % chardonnay en collaboration avec l’artiste Lauren Collin.
En 2018, la maison Joseph Perrier lance des travaux de rénovation sur son site historique pour développer une activité œnotouristique tout en préservant le patrimoine existant et en ouvrant largement les caves au public. Depuis 2021, elle propose une découverte de ses archives puis une visite des caves. À ce titre, en 2022, la maison Joseph Perrier est lauréate du prix Pierre Cheval remis par la mission UNESCO pour l’embellissement du patrimoine champenois. La maison de champagne augmente de deux kilomètres la longueur de ses caves qui faisaient déjà trois kilomètres et comprennent des parties gallo-romaines.

## Vignoble
Depuis 2021, les 23 hectares de vignoble de la maison Joseph Perrier sont certifiés Haute Valeur Environnementale et Viticulture Durable. Patrick Martin est l’actuel responsable de vignoble. Les vignes sont situées à Cumières, Hautvillers, Damery, Verneuil et Bassuet.

## Production
Nathalie Laplaige, cheffe de cave, est chargée de préserver les spécificités des champagnes de la maison Joseph Perrier en particulier au moment de l’assemblage. Elle a été élue Meilleure cheffe de cave 2019 des Trophées champenois.
Le champagne vieillit dans les caves historiques de Joseph Perrier. La nature calcaire des caves permet de d'avoir une température idéale pour la conservation des vins.

### Commercialisation
En 2022, les champagnes Joseph Perrier sont exportés dans plus de 40 pays à travers le monde. Environ 70 % de sa production est vendue à l’étranger.

#### Gamme Cuvée Royale
La gamme se décline en six champagnes intitulés Cuvée Royale, dont un millésimé, la « Cuvée Royale Vintage ». La Cuvée Royale Brut est la cuvée emblématique de la maison Joseph Perrier. Le champagne est composé d’un assemblage de 35 % de chardonnay, 35 % de pinot noir et 30 % de meunier.
La maison Joseph Perrier produit également dans cette collection notamment un brut nature, sans dosage et un brut rosé.

#### La Côte à Bras
La Côte à Bras est un champagne 100 % pinot noir, sans dosage, qui a la particularité d’être élaboré avec du raisin issu d’une seule parcelle de vignes et d’un seul millésime. Jean-Claude Fourmon a décidé en 2007 d’isoler la parcelle historique AH83, communément appelée La Côte à Bras, située à Cumières, village Premier cru situé dans la vallée de la Marne, pour réaliser cette cuvée spécifique.

#### Esprit de Victoria
La collection Esprit de Victoria est déclinée en blanc de blancs (100 % chardonnay) et en rosé. Elle doit son nom à la reine Victoria qui a fait du Champagne Joseph Perrier un champagne officiel de la famille royale britannique.

#### Joséphine
Joseph Perrier a créé la cuvée Joséphine pour le mariage de sa fille, Stéphanie-Joséphine, en 1847. Le contenant est un écrin spécial, il s’agissait d’un flacon peint à la main et doré à l’or fin. La cuvée Joséphine, cuvée de prestige de la maison, est aujourd’hui encore un champagne millésimé qui bénéficie de 8 à 10 ans de vieillissement en cave.
En 2022, à l’occasion des 175 ans de cette cuvée, la maison Joseph Perrier a collaboré avec l’artiste Jordane Saget pour sa cuvée Joséphine millésime 2014.